# LaM – Lille Métropole, musée d’art moderne, d’art contemporain et d’art brut

LaM, Ansicht vom Skulpturenpark im Süden (2012)

Das LaM – Lille Métropole, musée d’art moderne, d’art contemporain et d’art brut ist ein Museum für moderne Kunst, zeitgenössische Kunst und Art brut. Es wurde 1983 eröffnet und befindet sich in Villeneuve-d’Ascq, nahe der nordfranzösischen Stadt Lille. Hauptträger ist die Metropolregion Lille.

## Geschichte und Bestand

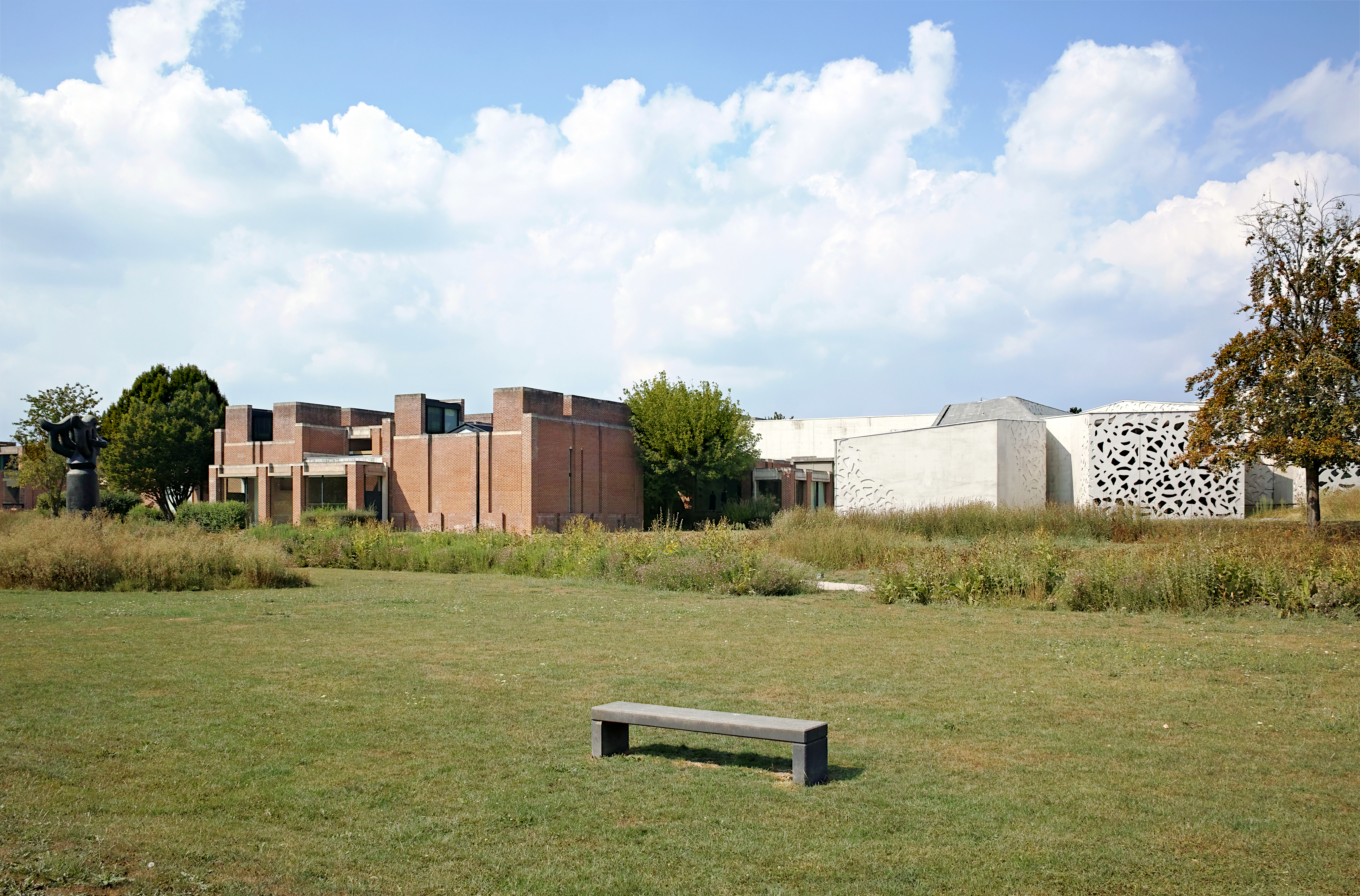
LaM, 2022

Das von Roland Simounet entworfene Gebäude aus rotem Ziegelstein wurde von 2006 bis 2009 von Manuelle Gautrand restrukturiert und mit einem Erweiterungsbau für Art brut ergänzt. In die Fassade des Neubaus aus weißgrauem Sichtbeton wurden Aussparungen eingelassen, die an Maschrabiyyas erinnern, die geschnitzten Holzgitter-Fenster in der traditionellen arabischen Architektur.
Der Industrielle und Kunstsammler Jean Masurel (1908–1991) und dessen Frau Geneviève legten 1979 mit der Schenkung ihrer Sammlung von Kubisten, Surrealisten und anderen Gemälden den Fundus für die Museumsgründung. Eine weitere große Schenkung erfolgte 1999 mit der Art-brut-Kollektion von 3.500 Werken der Non-Profit-Organisation Aracine an den Stadtverband Lille.
Die Sammlung des Museums umfasst gegenwärtig ungefähr 4.500 Werke, die auf einer Ausstellungsfläche von über 4.000 m² präsentiert werden. Darunter befinden sich Werke von Pablo Picasso, Amedeo Modigliani, Joan Miró, Georges Braque, Fernand Léger, Alexander Calder  und die größte Kollektion von Art Brut in Frankreich. Südlich des LaM grenzt ein weitläufiger Park an, der zu einem Skulpturenpark umgestaltet wurde.
Die Sammlung des LaM enthält Zeichnungen, Gemälde, Skulpturen, Drucke, Illustrationen, Filme und elektronische Medien. Die Museumsbibliothek weist einen Bestand von 40.000 Titeln mit Kunstliteratur und elektronischen Medien auf.

## Sammlungen

### Moderne Kunst
- Georges Braque, La Joueuse de mandoline (1917)
- Georges Braque, Le petit éclaireur (1913)
- Georges Braque, Les Usines de Rio Tinto à l’Estaque (1910)
- Georges Braque, Maisons et arbre (1907–1908)
- Bernard Buffet, La Lapidation (1948)
- André Derain, La danse II (≈1906)
- André Derain, Le Parc des Carrières Saint-Denis (1909)
- Kees van Dongen, Femme lippue (1909)
- Roger de La Fresnaye, Soldat fumant (1919)
- Wassily Kandinsky, Composition (1928)
- Paul Klee, 17 épices (1931)
- Paul Klee, Abendliche Figur (1935)
- Henri Laurens, Bouteille et verre (1919)
- Henri Laurens, Les instruments (1928)
- Fernand Léger, Femme au bouquet (1924)
- Fernand Léger, Le Mécanicien (1918)
- Fernand Léger, Paysage (1914)
- Eugène Leroy, Silhouettes de femmes (≈1950)
- Joan Miró Peinture (1933)
- Joan Miró, Peinture (1927)
- Joan Miró, Trois personnages sur fond noir (1934)
- Amedeo Modigliani, Nu assis à la chemise (1917)
- Amedeo Modigliani, Maternité (1919)
- Amedeo Modigliani, Moïse Kisling (1916)
- Amedeo Modigliani, Petit garçon roux (1919)
- Amedeo Modigliani, Tête de femme (≈1913)
- Pablo Picasso, Homme nu assis (1908–09)
- Pablo Picasso, Le Bock (1909)
- Pablo Picasso, Nature morte espagnole (Sol y sombra) (1912)
- Nicolas de Staël, Composition sur fond gris (1943)
- Maurice Utrillo, Rue de Saint-Louis-en-l’Isle (1918)
- Arthur Van Hecke, Intérieur d’atelier (1954)
- Arthur Van Hecke, Portrait de Roger Dutilleul (1954)

### Zeitgenössische Kunst
- Lewis Baltz
- Christian Boltanski
- Daniel Buren, Cabane éclatée aux trois peaux (2000)
- Eugène Dodeigne, Personnage debout (1948)
- François Dufrêne, L’Opéra d’Aran (1965)
- Robert Filliou
- Barry Flanagan, The Boxing Ones (1985)
- Allan McCollum, Perfect vehicules (1988)
- Annette Messager, Faire des cartes de France (2000)
- Dennis Oppenheim
- Lilles Künstlergruppe Qubo Gas, Paper moon (2009)
- Jean-Michel Sanejouand, Espace-peinture, 21. Januar 1985 (1985)
- Pierre Soulages, Peinture 222 X 175 cm (1983)
- Jacques de la Villeglé, DC Lille rue Littré (2000)

### Art Brut
- Aloïse Corbaz, sans titre (zwischen 1918 und 1964)
- Aloïse Corbaz, Noël / Château de Blümenstein / Ange (≈ 1940–45)
- Anonym genannt les Barbus Müller, Tête avec coiffe (19??)
- Fleury Joseph Crépin, Tableau merveilleux n° 35 (1948)
- Fleury Joseph Crépin, Tableau n° 282 (1945)
- Henry Darger, At Phelantonberg. They are persued but rescued by the Christian soldiers (vor 1973)
- Auguste Forestier, Personnage à profil d’aigle (1935–49)
- Madge Gill, Sans titre (1923–32)
- Madge Gill, Sans titre (1954)
- Pascal-Désir Maisonneuve, La reine Victoria (≈ 1927–28)
- Augustin Lesage, Composition décorative (1936)
- Augustin Lesage, L’Esprit de la pyramide (1926)
- Augustin Lesage, Les Mystères de l’Antique Égypte (1930)
- Guillaume Pujolle, L’Astronome (1946)
- André Robillard, Fusil U.S.A Fichter ARWK (1982)
- Willem van Genk, Minsk-Moscva (1966–67)
- Adolf Wölfli
- Carlo Zinelli, Grande fiore verde e giallo, macchina e figure (1968)

### Skulpturenpark
- Alexander Calder, Guillotine pour huit (1962)
- Alexander Calder, Reims, Croix du Sud (1970)
- Jean-Gabriel Coignet, Synclinal (1990)
- Richard Deacon, Between Fiction and Fact (1992)
- Eugène Dodeigne, Groupe de 3 personnages (1986)
- Jacques Lipchitz, Le Chant des Voyelles (1931–32)
- Pablo Picasso, Femme aux bras écartés (1962)
- Jean Roulland, Maternité, s.d (19??)

Ausstellungsstücke
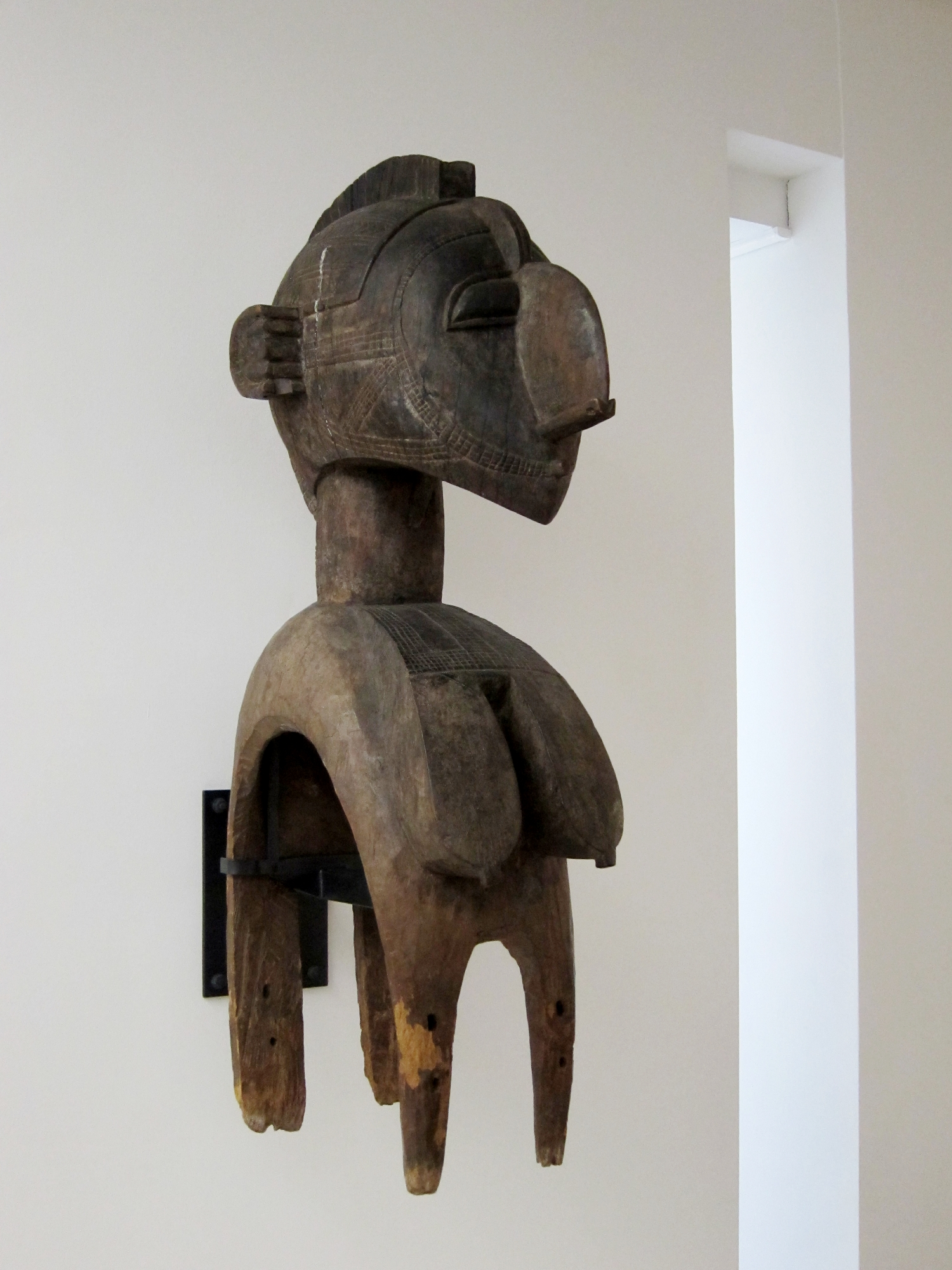
Nimba-Figur
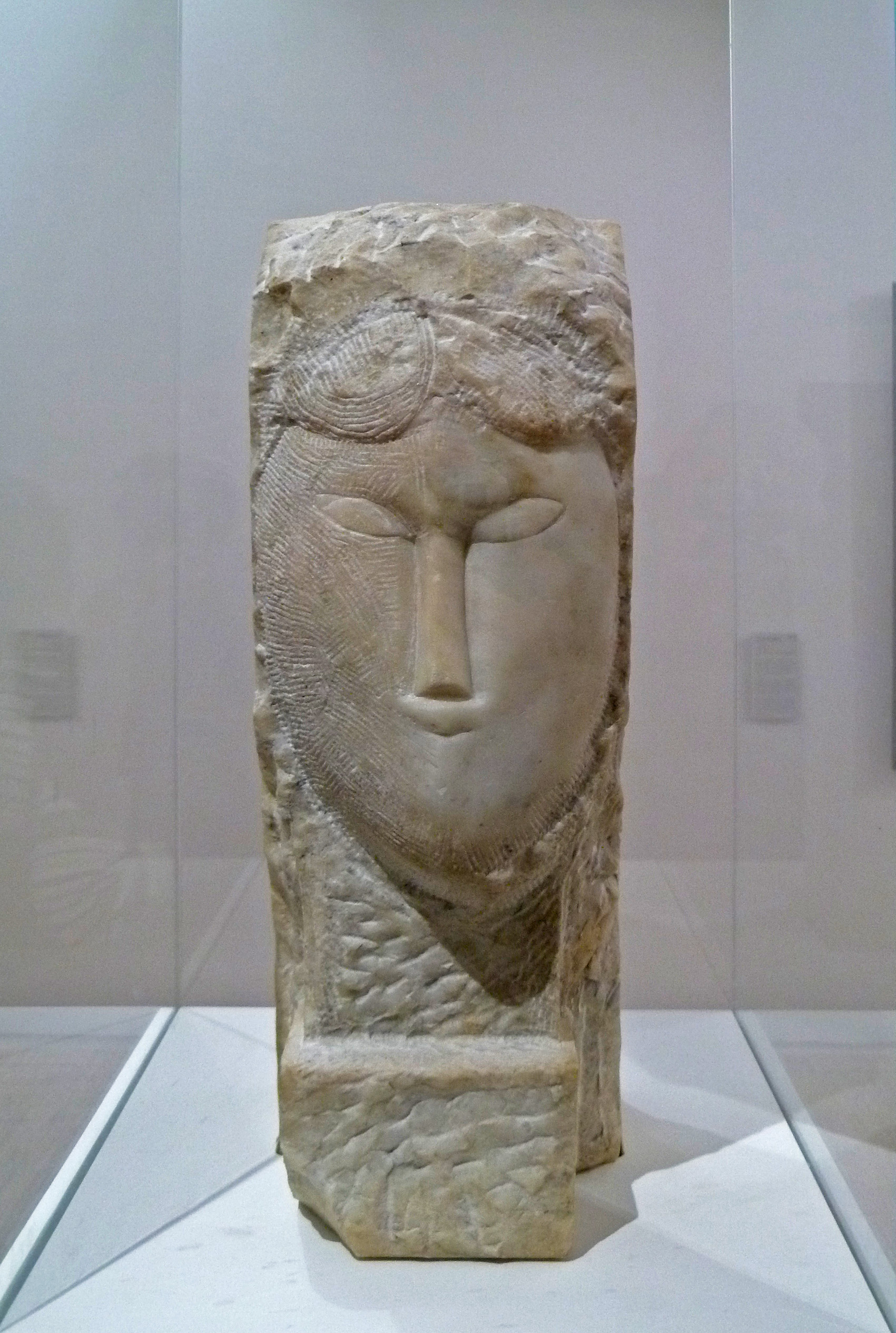
Frauenkopf (ca. 1913), Modigliani (1884–1920), weißer Marmor
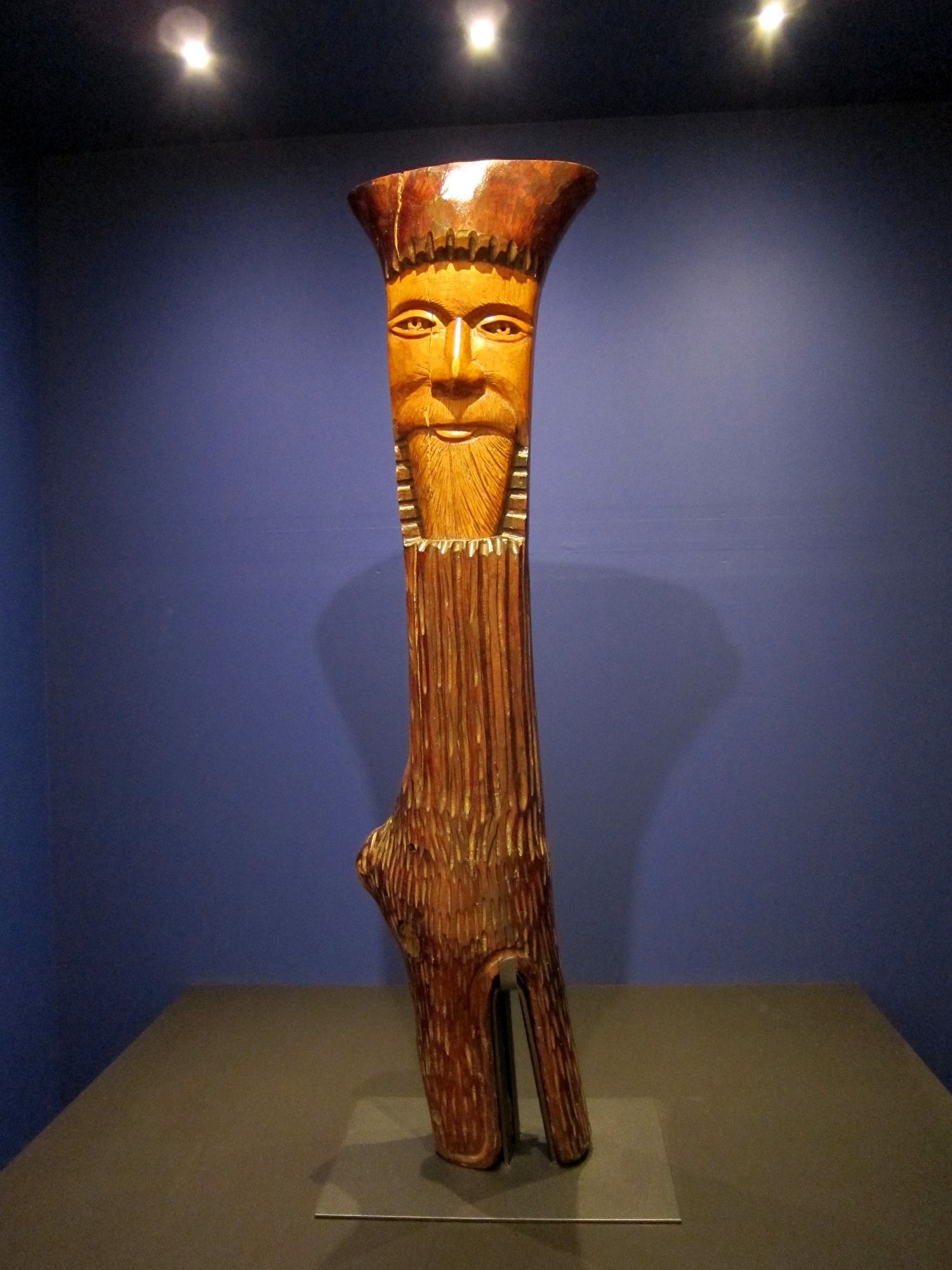
Homme-animal, Abbé Fouéré (1839–1910) zugeordnet, lackiertes Holz (Art brut)
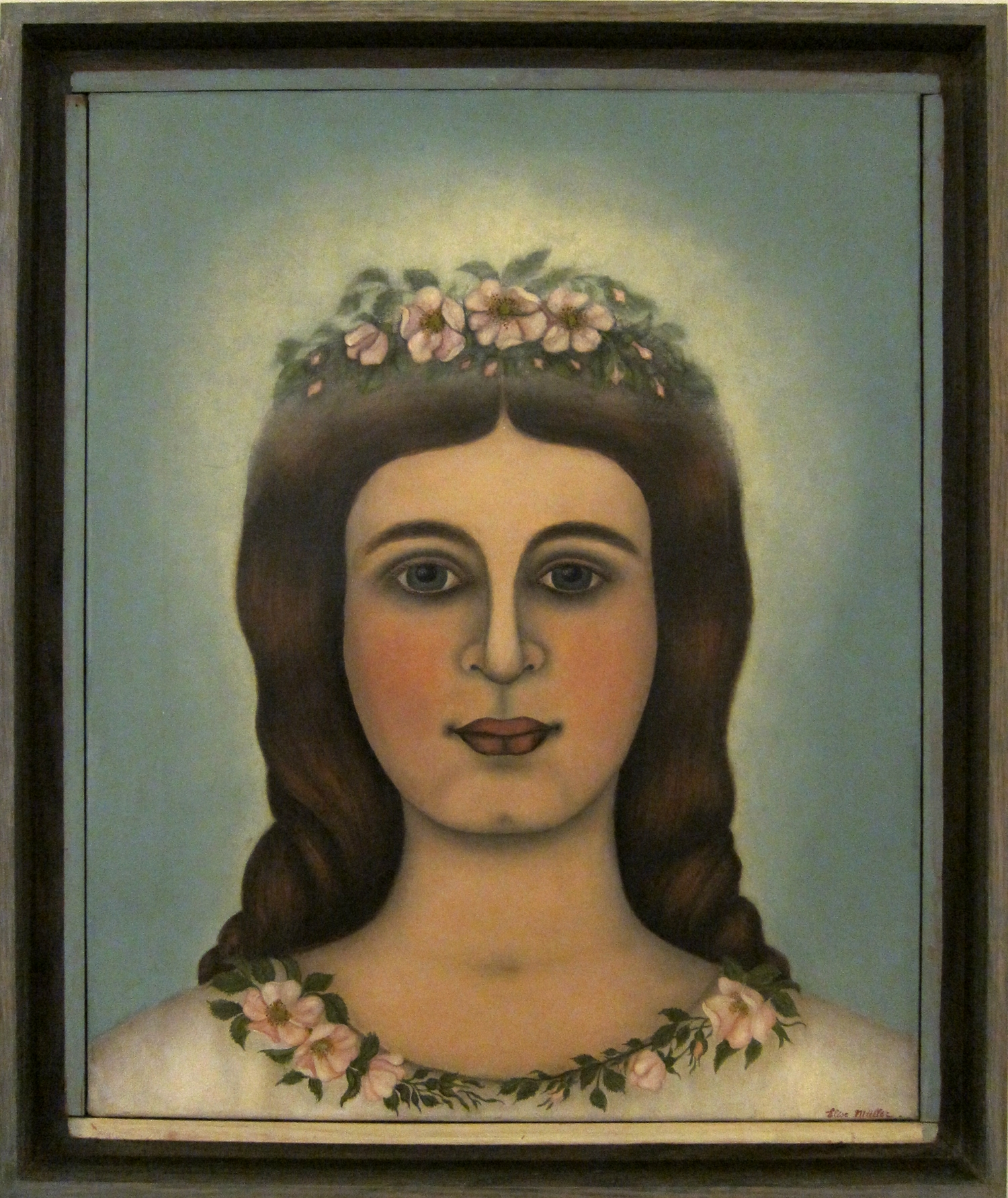
La Fille de Jaïrus (1913), Elise Müller
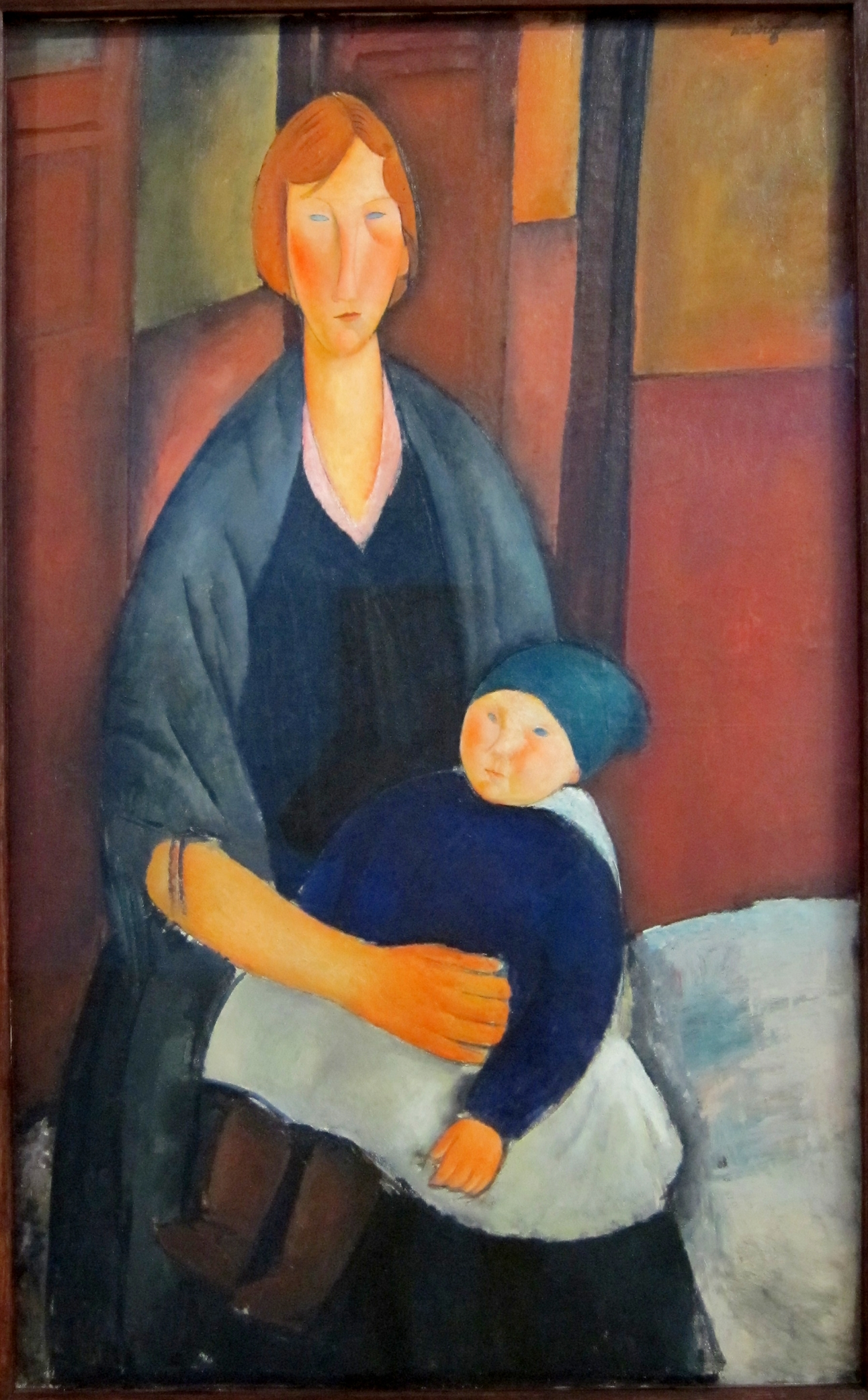
Maternité  („Mutterschaft“) (1919), Modigliani, Öl auf Leinwand
Abendliche Figur (1935), Paul Klee

## Film
- Abenteuer Museum. Das LaM in Lille. Fernseh-Reportage, Deutschland, 2014, 51 Min., Buch und Regie: Ute Hoffarth, Moderation: Markus Brock, Marie Labory, Sunnyi Melles, Produktion: SWR, arte, Erstsendung: 18. Mai 2014 bei arte, Inhaltsangabe von ARD.